# Willow Oak
Willow Oak ist ein census-designated place (CDP) im Polk County im US-Bundesstaat Florida.  Das U.S. Census Bureau hat bei der Volkszählung 2020 eine Einwohnerzahl von 6.806 ermittelt.

## Geographie
Willow Oak liegt rund 15 km westlich von Bartow sowie etwa 40 km östlich von Tampa. Der CDP wird von der Florida State Road 60 durchquert.

## Demographische Daten
Laut der Volkszählung 2010 verteilten sich die damaligen 6732 Einwohner auf 1936 Haushalte. Die Bevölkerungsdichte lag bei 811,1 Einw./km². 70,4 % der Bevölkerung bezeichneten sich als Weiße, 7,1 % als Afroamerikaner, 0,4 % als Indianer und 0,5 % als Asian Americans. 19,3 % gaben die Angehörigkeit zu einer anderen Ethnie und 2,2 % zu mehreren Ethnien an. 37,1 % der Bevölkerung bestand aus Hispanics oder Latinos.
Im Jahr 2010 lebten in 46,4 % aller Haushalte Kinder unter 18 Jahren sowie 16,7 % aller Haushalte Personen mit mindestens 65 Jahren. 75,1 % der Haushalte waren Familienhaushalte (bestehend aus verheirateten Paaren mit oder ohne Nachkommen bzw. einem Elternteil mit Nachkomme). Die durchschnittliche Größe eines Haushalts lag bei 3,17 Personen und die durchschnittliche Familiengröße bei 3,58 Personen.
35,0 % der Bevölkerung waren jünger als 20 Jahre, 32,6 % waren 20 bis 39 Jahre alt, 21,6 % waren 40 bis 59 Jahre alt und 10,9 % waren mindestens 60 Jahre alt. Das mittlere Alter betrug 29 Jahre. 50,1 % der Bevölkerung waren männlich und 49,9 % weiblich.
Das durchschnittliche Jahreseinkommen lag bei 37.088 $, dabei lebten 22,0 % der Bevölkerung unter der Armutsgrenze.
Im Jahr 2000 war Englisch die Muttersprache von 81,79 % der Bevölkerung und Spanisch sprachen 18,21 %.